# Topobea brenesii
Topobea brenesii är en tvåhjärtbladig växtart som beskrevs av Paul Carpenter Standley. Topobea brenesii ingår i släktet Topobea och familjen Melastomataceae.
Artens utbredningsområde är Costa Rica. Inga underarter finns listade i Catalogue of Life.